# Sitio arqueológico de Kach Kouch
El yacimiento de Kach Kouch se ubica sobre una colina situada a aproximadamente 9 kilómetros de la actual línea de costa. La colina es conocida con el topónimo de Dhar Moudden y tiene una altitud en torno a los 60 msnm. El yacimiento se halla próximo a la carretera que va desde Ued Lau a Talambot, a la altura del poblado de Chrouda.

## Historia de la investigación
El asentamiento de Kach Kouch fue localizado por un equipo marroco-español durante una prospección dirigida, a finales de los años 80, por Mohamed-Abdeljalil El Hajraoui y Manuel Fernández-Miranda. En el año 1992 se llevó a cabo la única intervención arqueológica realizada hasta la fecha, que consistió en la apertura de 4 sondeos orientados a confirmar las características y la cronología del yacimiento. Esta intervención permitió documentar la existencia de un asentamiento de una cierta extensión (en torno a 0.5 ha.), compuesto por cabañas construidas con barro y ramajes soportados por postes, que fue ocupado por una comunidad que practicaba un modo de vida agropastoril, en un momento no determinado, entre finales del siglo VIII e inicios del siglo VI a.C.. 
Tanto la cronología como la cercanía geográfica y las características arquitectónicas y urbanísticas del yacimiento de Kach Kouch lo convierten en un yacimiento similar al documentado en la plaza de la Catedral de Ceuta. 
Los resultados de la intervención realizada en Kach Kouch se han mantenido prácticamente inéditos hasta el día de hoy, por lo que un nuevo proyecto de investigación se realizará en los próximos años con el objetivo de dar continuidad a la investigación en este interesante enclave .
Los datos disponibles apuntan a que la fundación de Kach Kouch podría estar relacionada con la llegada de marinos fenicios a la zona, tal y como sugiere la propia ubicación del yacimiento –controlando las rutas de acceso desde la costa a las zonas interiores a través del valle del río Lau-, la presencia de ánforas a torno de tradición fenicia desde el inicio de su secuencia estratigráfica y la ausencia, a priori, de niveles anteriores a los siglos VIII-VII a.C. en el yacimiento. Las ánforas a torno de tradición fenicia documentadas en Kach Kouch sirvieron probablemente para transportar vino, aceite o trigo y previsiblemente jugaron un papel importante en el intercambio que mantuvo esta comunidad con comunidades o individuos de origen o cultura fenicia. En el marco de estas relaciones comerciales o de intercambio, es posible que Kach Kouch funcionase no sólo como receptor de productos, sino también como intermediario-redistribuidor con otros asentamientos y comunidades de las zonas interiores del Rif Occidental. En este sentido sería interesante esclarecer qué producto o productos obtendrían los fenicios a través de este intercambio, ya que se ha documentado la existencia de elefantes, osos y leones en esta zona, de los que podrían obtenerse pieles y marfil. Además de estas posibilidades cinegéticas, el fértil estuario y el valle de Ued Laou ofrecerían excelentes posibilidades agropecuarias para estas comunidades que practicaban la agricultura y la ganadería desde fechas calibradas de mediados del VI milenio a.C. En este sentido, en Kach Kouch se han documentado unos posibles “silos” que podrían sugerir la producción y almacenaje de un excedente agrícola que pudo ser aprovechado por esta comunidad para el intercambio. 

## Contexto arqueológico
La orilla africana del Estrecho de Gibraltar ha experimentado en las últimas décadas una revitalización de los estudios sobre el período protohistórico gracias, en parte, a las nuevas intervenciones realizadas en yacimientos ya conocidos como Lixus, Kouass o Kitane. Además, nuevos proyectos e intervenciones arqueológicas han permitido localizar y estudiar varios yacimientos inéditos que completan y enriquecen el conocimiento de la protohistoria de la región como Ceuta, Sidi Driss, Azib Slaoui, Dar Aseqfane o Tahadart. En estas últimas décadas también se han llevado a cabo nuevas intervenciones en yacimientos claves del sur peninsular como son, por ejemplo, el Cerro del Villar, el Castillo de Doña Blanca o Cádiz, entre muchos otros. Gracias a estos estudios se han realizado seriaciones cronotipológicas basadas en las cerámicas a torno fenicias, de gran ayuda para la datación relativa de los estratos entre los siglos VIII-VI a.C. En definitiva, gracias a la información generada en las últimas décadas, es posible realizar un acercamiento más sólido y completo al estudio de los primeros siglos del I Milenio a.C. en el ámbito del Estrecho de Gibraltar. 
Pese al considerable avance realizado en estos últimos años, la orilla africana del Estrecho continúa presentando ciertas problemáticas que impiden una correcta lectura diacrónica de las distintas fases de la Prehistoria Reciente anteriores a la llegada de los fenicios . Esto es debido a la existencia de un vacío de conocimiento que afecta al período comprendido entre el III e inicios del I Milenio a.C. y especialmente a los asentamientos al aire libre de esta época. Nuevas prospecciones extensivas realizadas en la provincia de Tetuán han permitido localizar decenas de asentamientos al aire libre fechables en este amplio período temporal, aunque ninguno de ellos ha sido objeto de excavaciones arqueológicas, razón por la cual se dispone de muy poca información. Además, la información disponible sobre las fases de la Prehistoria Reciente (III y II Milenio) procede mayoritariamente de las excavaciones realizadas en las necrópolis de cistas y en las cuevas de la región, lo que implica un problema de registro dado que la información que aportan este tipo de yacimientos es limitada, sobre todo teniendo en cuenta que la mayoría de las ocupaciones o frecuentaciones en cueva, especialmente durante el II Milenio, están relacionadas con ocupaciones esporádicas de pastores e inhumaciones.